# Porterandia kalimantanensis
Porterandia kalimantanensis är en måreväxtart som beskrevs av Zahid. Porterandia kalimantanensis ingår i släktet Porterandia och familjen måreväxter. Inga underarter finns listade i Catalogue of Life.